# NGC 6958
NGC 6958 (другие обозначения — PGC 65436, ESO 341-15, MCG -6-45-17, IRAS20455-3810) — галактика в созвездии Микроскоп.
Этот объект входит в число перечисленных в оригинальной редакции «Нового общего каталога».